# Izuagbe Ugonoh
Izuagbe „Izu” Ugonoh (ur. 2 listopada 1986 w Szczecinie) – polski pięściarz pochodzenia nigeryjskiego, mistrz Europy i świata amatorów w formule K-1, sześciokrotny mistrz Polski w kick-boxingu, okazjonalnie aktor. Od 2014 walczy w kategorii ciężkiej. Od 2020 zawodnik MMA, występujący pod szyldem organizacji Konfrontacja Sztuk Walki (KSW).

## Kariera w kick-boxingu
Kick-boxing trenował w gdańskim klubie GKSK Corpus. Ze względu na podobieństwo i styl walki nazywany jest „Polskim Remym Bonjaskym”, ale wzoruje się również na Gökhanie Sakim.
W 2009 zdobył w Villach podczas mistrzostw świata w kick-boxingu złoty medal w formule K-1 Rules do 91 kg. Rok później został mistrzem Europy w tej samej formule, pokonując w finale rozgrywanych w Baku mistrzostw zawodnika gospodarzy Zamiga Athakishiyeva.

## Kariera bokserska
16 października 2010 zadebiutował jako pięściarz podczas gali boksu zawodowego w Legionowie, pokonując przez nokaut w pierwszej rundzie Igorisa Papunię. Drugą zawodową walkę stoczył 20 listopada 2010 podczas gali w Nysie – pokonał wówczas Pavla Habra, również w pierwszej rundzie, tym razem jednak przez techniczny nokaut.
2 kwietnia 2011 w Bydgoszczy miało miejsce trzecie starcie Izu Ugonoha w zawodowym ringu. Polski zawodnik pokonał na punkty Rashida Raada. 17 marca 2012 w Krynicy-Zdroju pokonał przez techniczny nokaut w szóstej rundzie faworyzowanego Björna Blaschke.
Od 2010 był zawodnikiem grupy promotorskiej 12 round Knockout Promotions. 25 września 2012 ogłosił swoje odejście z tej grupy, jednak po negocjacjach powrócił do zespołu Andrzeja Wasilewskiego.
23 lutego 2013 Izu Ugonoh wystąpił na gali Polsat Boxing Night II, gdzie w walce wieczoru zmierzyli się Andrzej Gołota i Przemysław Saleta. Po sześciu rundach pokonał Łukasza Rusiewicza, jednogłośnie na punkty stosunkiem 59:56 i dwukrotnie 58:56.
Izu Ugonoh po wygaśnięciu kontraktu z polskimi promotorami związał się z promotorem Kevinem Barrym. 16 października 2014 w Nowej Zelandii podczas gali w Auckland pokonał przez techniczny nokaut w drugiej rundzie reprezentanta gospodarzy Juniora Maletino Iakopo (2-14-2). Walka była debiutem polskiego pięściarza w kategorii ciężkiej.
5 marca 2015 podczas gali w Manukau w drugim pojedynku w wadze ciężkiej wygrał przez techniczny nokaut w drugiej rundzie z Thomasem Peato (2-3, 0 KO). 13 czerwca 2015 w nowozelandzkim Palmerston North wygrał jednogłośnie na punkty 79−74, 79−70 i 78−73 z faworyzowanym Juliusem Longiem (16-18, 14 KO) w ośmiorundowym pojedynku. 1 sierpnia 2015 w Invercargill pokonał przez nokaut w drugiej rundzie Williama Quarrie’ego (5-4, 2 KO). 15 października 2015 podczas gali w Auckland pokonał reprezentanta Ghany Ibarahima Labarana (13-4, 11 KO) przez techniczny nokaut w pierwszej rundzie. Stawką pojedynku były pasy WBO Africa oraz WBA Oceania. 5 grudnia 2015 znokautował na gali w Hamilton w pierwszej rundzie Meksykanina Vicente Sandeza (15-5, 10 KO), dzięki czemu obronił pas WBO Africa w wadze ciężkiej.
21 lipca 2016 w Christchurch pokonał przez nokaut w czwartej rundzie Argentyńczyka Ricardo Humberto Ramireza (13-2, 10 KO), broniąc tytułu WBO Africa w kategorii ciężkiej. 1 października w Manukau pokonał przez TKO w drugiej rundzie byłego zawodowego mistrza Francji Gregory’ego Tony’ego (21-7, 16 KO), dzięki czemu wywalczył pas IBF Mediterranean kategorii ciężkiej.
25 lutego 2017 w Birmingham przegrał swój pierwszy pojedynek w karierze, ulegając przez TKO w 5 rundzie Dominikowi Breazeale.
25 maja 2018 na gali na Stadionie Narodowym w Warszawie pokonał Freda Kassiego (18-8-1, 10 KO). Kameruńczyk po drugiej rundzie zdecydował o poddaniu walki.
6 lipca 2019 w Rzeszowie przegrał przez nokaut w czwartej rundzie z Łukaszem Różańskim (11-0, 10 KO). Pojedynek wzbudził kontrowersje, bo ostatnie uderzenie Różański zadał już w momencie, gdy Ugonoh znajdował się na kolanach.

## Kariera MMA
Po porażce z Łukaszem Różańskim w 2019, Izu zapowiedział występy w formule MMA. Właściciele największej polskiej federacji KSW złożyli Ugonohowi propozycję podpisania kontraktu. 27 marca 2020 podczas programu "Hejt Park" prowadzonego przez Mateusza Borka jeden z właścicieli KSW potwierdził jego debiut w klatce. Podczas gali KSW 54 Ugonoh zadebiutował w jednej z głównych walk wieczoru, pokonując przez TKO w 1 rundzie Francuza pochodzącego z Portugalii, Quentina Domingosa.
Podczas wydarzenia KSW 59 (20 marca 2021), został zapowiedziany i ogłoszony pojedynek Ugonoha z byłym hokeistą – Thomasem Narmo, na 60-siątą jubileuszową galę KSW. 17 dni później, federacja KSW poinformowała fanów w mediach społecznościowych, że Norweg wypadł z tego zestawienia przez kontuzję złamanych żeber, oraz został znaleziony potencjalny przeciwnik. Ogłoszonym, nowym rywalem Nigeryjczyka, został już jakiś czas temu, zakontraktowany zawodnik z Niemiec – Uğur Özkaplan. Na 4 dni przed walką Özkaplan także musiał się wycofać z zestawienia z byłym bokserem, z powodu choroby. Ostatecznym oponentem czarnoskórego Polaka, został zwycięzca pierwszego turnieju Wotore walk na gołe pięści – Marek Samociuk. Ugonoh po pierwszej zdominowanej i wygranej rundzie na swoją korzyść, przegrał przez TKO w drugiej odsłonie, po tym jak Samociuk zasypał go ciosami w parterze. 
28 maja 2022 na jubileuszowej gali KSW 70 doszło do rewanżowego starcia z Markiem Samociukiem. Walka zakończyła się już w pierwszej rundzie przez TKO ponownie na korzyść Samociuka.

## Kariera medialna
Od 4 marca do 22 kwietnia 2016 brał udział w piątej edycji programu Dancing with the Stars. Taniec z gwiazdami transmitowanego przez telewizję Polsat. Odpadł w siódmym odcinku, zajmując 5. miejsce. Jego taneczną partnerką i trenerką była Hanna Żudziewicz. Prowadził dwie edycje programu reality show TVN7 Królowa przetrwania (2024–2025).

## Życie prywatne

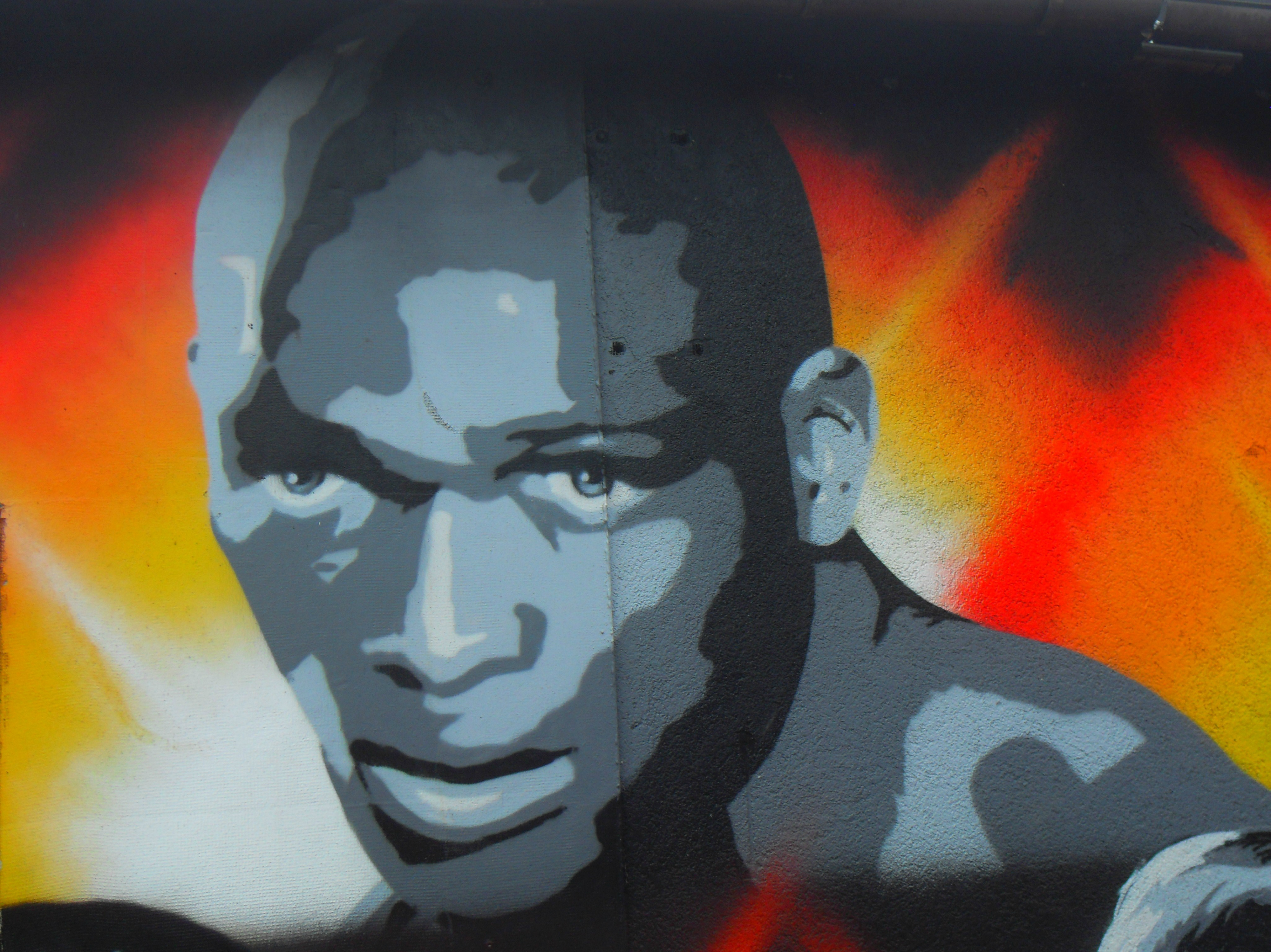
Mural Ugonoha w Gdańsku.

Urodził się i wychował w Polsce. Pochodzi z wielodzietnej nigeryjskiej rodziny. Jego rodzice, Christiana i Joseph Ugonoh, przyjechali do Polski na studia. Ma cztery siostry, jedną z nich jest Osuenhe (Osi), zwyciężczyni czwartej edycji programu TVN Top Model.
Dorastał na Żabiance w Gdańsku. W dzieciństwie brał udział w programie Od przedszkola do Opola, w którym zaśpiewał piosenkę zespołu Skaldowie „Wiosna”.
Jest absolwentem Akademii Wychowania Fizycznego i Sportu im. Jędrzeja Śniadeckiego w Gdańsku. Mówi o sobie, że jest „czarnoskórym Polakiem”, który z dumą reprezentuje Polskę.
W grudniu 2023 ożenił się z Antoniną Banaś, z którą ma córkę Zoe (ur. 2024).

## Lista zawodowych walk w boksie
| Wynik     | Bilans | Przeciwnik               | Rozstrzygnięcie | Runda | Data       | Miejsce          | Uwagi                                         |
| --------- | ------ | ------------------------ | --------------- | ----- | ---------- | ---------------- | --------------------------------------------- |
| Przegrana | 18-2   | Łukasz Różański          | KO              | 4/10  | 06.07.2019 | Rzeszów          | Walka o tytuł mistrza Polski w wadze ciężkiej |
| Wygrana   | 18-1   | Fred Kassi               | RTD             | 2/10  | 25.05.2018 | Warszawa         |                                               |
| Przegrana | 17-1   | Dominic Breazeale        | TKO             | 5/10  | 25.02.2017 | Birmingham       |                                               |
| Wygrana   | 17-0   | Gregory Tony             | TKO             | 2/10  | 01.10.2016 | Manukau          |                                               |
| Wygrana   | 16-0   | Ricardo Humberto Ramirez | KO              | 4/10  | 21.07.2016 | Christchurch     |                                               |
| Wygrana   | 15-0   | Vicente Sandez           | KO              | 1/10  | 05.12.2015 | Hamilton         |                                               |
| Wygrana   | 14-0   | Ibrahim Labaran          | TKO             | 1/10  | 15.10.2015 | Auckland         |                                               |
| Wygrana   | 13-0   | William Quarrie          | KO              | 2/10  | 01.08.2015 | Invercargill     |                                               |
| Wygrana   | 12-0   | Julius Long              | UD              | 8/8   | 13.06.2015 | Palmerston North |                                               |
| Wygrana   | 11-0   | Thomas Peato             | TKO             | 2/6   | 05.03.2015 | Manukau          |                                               |
| Wygrana   | 10-0   | Junior Maletino Iakopo   | TKO             | 2/6   | 16.10.2014 | Auckland         | Debiut w kategorii ciężkiej                   |
| Wygrana   | 9-0    | Łukasz Rusiewicz         | UD              | 6/6   | 23.02.2013 | Gdańsk           |                                               |
| Wygrana   | 8-0    | Mathieu Monnier          | TKO             | 5/6   | 08.12.2012 | Katowice         |                                               |
| Wygrana   | 7-0    | Björn Blaschke           | TKO             | 6/6   | 17.03.2012 | Krynica-Zdrój    |                                               |
| Wygrana   | 6-0    | Florians Strupits        | TKO             | 1/6   | 03.12.2011 | Warszawa         |                                               |
| Wygrana   | 5-0    | Fatih Ceyhan             | RTD             | 3/4   | 12.11.2011 | Gdynia           |                                               |
| Wygrana   | 4-0    | Patrick Berger           | TKO             | 2/4   | 15.10.2011 | Katowice         |                                               |
| Wygrana   | 3-0    | Rashid Raad              | UD              | 4/4   | 02.04.2011 | Bydgoszcz        |                                               |
| Wygrana   | 2-0    | Pavel Habr               | TKO             | 1/4   | 20.11.2010 | Nysa             |                                               |
| Wygrana   | 1-0    | Igoris Papunia           | KO              | 1/4   | 16.10.2010 | Legionowo        | Debiut w boksie                               |

## Lista zawodowych walk w MMA
| Wynik     | Bilans | Przeciwnik (bilans przed walką) | Rozstrzygnięcie                  | Runda | Czas | Rozgrywki                     | Data       | Miejsce  | Uwagi        |
| --------- | ------ | ------------------------------- | -------------------------------- | ----- | ---- | ----------------------------- | ---------- | -------- | ------------ |
| Przegrana | 1-2    | Marek Samociuk (3-2)            | TKO (ciosy pięściami w parterze) | 1     | 3:38 | KSW 70: Pudzian vs. Materla   | 28.05.2022 | Łódź     |              |
| Przegrana | 1-1    | Marek Samociuk (2-1)            | TKO (ciosy pięściami w parterze) | 2     | 0:27 | KSW 60: De Fries vs. Narkun 2 | 24.04.2021 | Łódź     |              |
| Wygrana   | 1-0    | Quentin Domingos (5-1)          | TKO (kontuzja nogi)              | 1     | 2.22 | KSW 54: Gamrot vs. Ziółkowski | 29.08.2020 | Warszawa | Debiut w MMA |

## Filmografia
| Rok  | Tytuł             | Rola                                                                                    | Reżyser             |
| ---- | ----------------- | --------------------------------------------------------------------------------------- | ------------------- |
| 2005 | Pełną parą        | Bartek, syn Bogusi Lamarti                                                              | Leszek Wosiewicz    |
| 2008 | Afonia i pszczoły | Maur                                                                                    | Jan Jakub Kolski    |
| 2013 | Drogówka          | czarnoskóry klient burdelu bijący się w domu publicznym z Banasiem, policjantem-rasistą | Wojciech Smarzowski |